# 林榮德 (政治人物)
林榮德（1959年10月6日—），中華民國政治人物，曾任國民大會代表、中國國民黨代理主席，現為台灣冠軍建材集團董事長。

## 生平
其父林田村，1972年創立信益陶瓷公司，後改名冠軍瓷磚。逐步發展為冠軍建材集團。
1990年，林榮德接任冠軍建材董事長，並開始將事業發展至中國大陸，並長期擔任中國國民黨中央常務委員。中國國民黨在2020年中華民國總統副總統及立法委員選舉大敗後，使原黨主席吳敦義與一級幹部總辭，後中常會會議中決定互選產生代理主席，最後推選由林榮德出任。